# Stoppeliger Drüsling
Der Stoppelige Drüsling (Exidia glandulosa, Syn.: Exidia truncata), auch Abgestutzter oder Becherförmiger Drüsling genannt, ist ein häufiger, weit verbreiteter Gallertpilz aus der Gattung der Drüslinge. Er zersetzt abgestorbene Äste und Stämme von Laubgehölzen, insbesondere Eiche.

## Merkmale

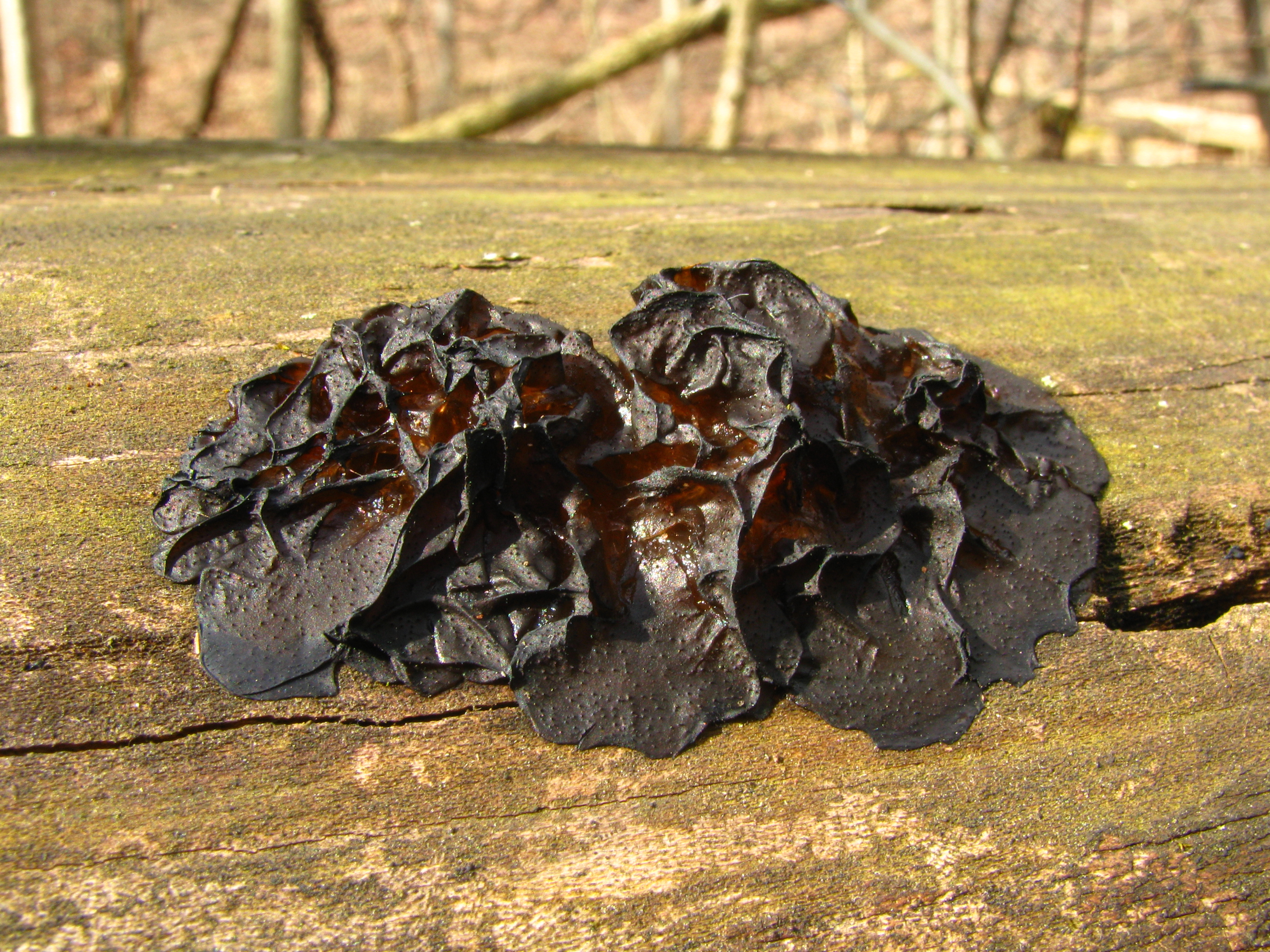
Eintrocknende Fruchtkörper schrumpfen zu flachen Belägen zusammen.

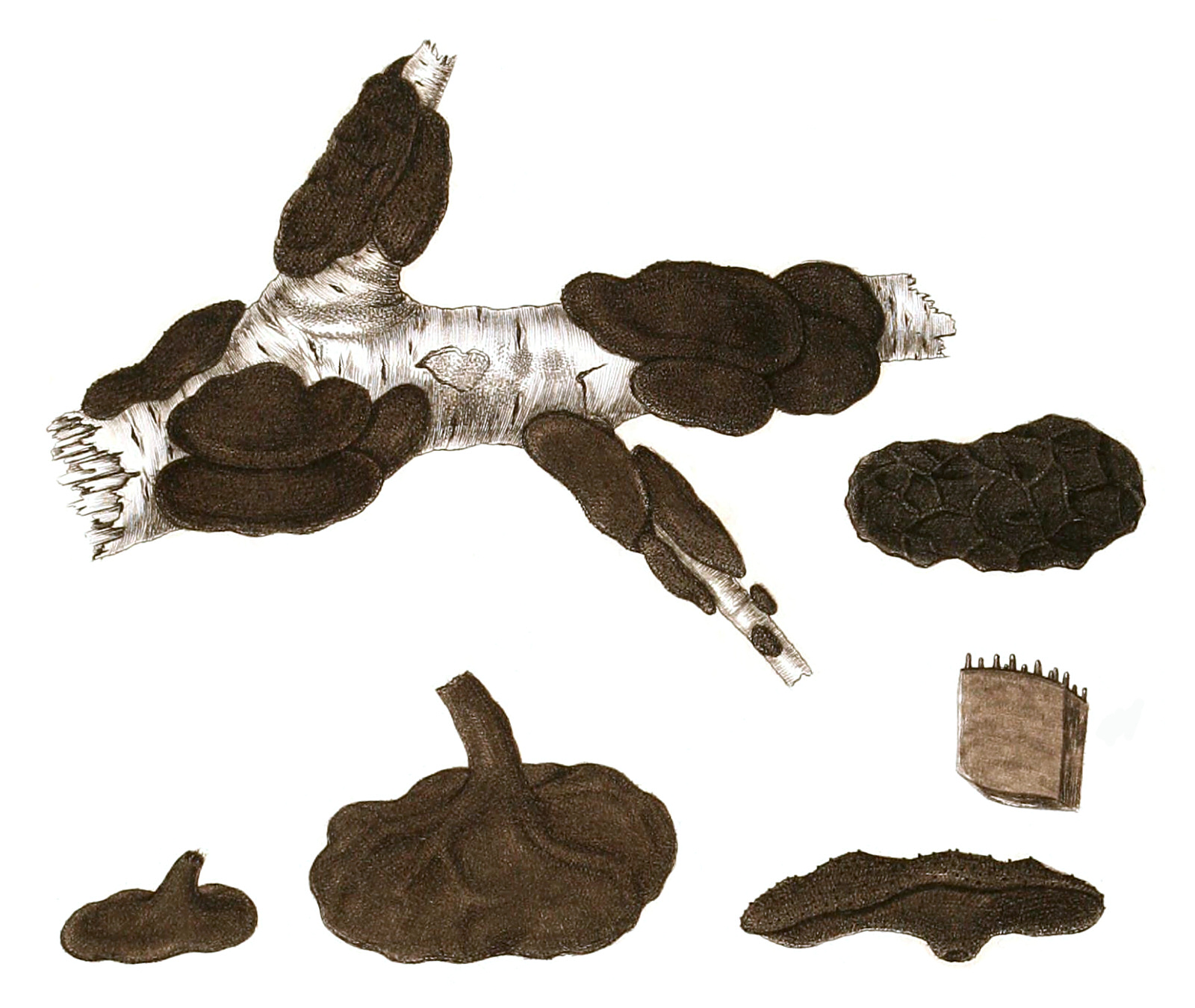
Farbtafel von Exidia glandulosa aus Jean Baptiste François Bulliards Herbier de la France IX (1789)

### Makroskopische Merkmale
Die 1–4 cm hohen, 2–4(–8) cm breiten und schwärzlichen Fruchtkörper wachsen einzeln oder in dicht gedrängten Gruppen. Oben abgestutzt erinnern sie durch ihre stielartig verjüngten Basen an Kreisel. Im Alter sind sie schwach grubig bis becherförmig vertieft und an den Rändern wellig-faltig verbogen. Deutlich lässt sich die namensgebende stoppelige, körnig-warzige und sterile Unterseite von der glatten, lediglich mit einzelnen Drüsenwärzchen besetzten Oberseite mit der Fruchtschicht unterscheiden. Während durchfeuchtete Fruchtkörper vom Substrat abstehen bzw. daran herabhängen, liegen sie trocken teils auf der Unterlage auf. Dann fallen die kegeligen Wärzchen auf der Oberseite besonders auf. Eingetrocknet schrumpfen die Fruchtkörper zu einem bis zu 3 mm dicken, glänzenden Belag zusammen. Das Fleisch ist gallertartig weich bis zäh und wässrig oliv-grau bis bräunlich-grau gefärbt. Das Sporenpulver ist weiß.

### Mikroskopische Merkmale
Die farblosen Pilzfäden haben einen Durchmesser von 1,5–3(–4) µm und besitzen Schnallen an den Septen. Die Fruchtschicht besteht aus elliptischen und 14–17 µm × 10–12 µm großen Basidien, an denen jeweils 2 oder 4 Sporen heranreifen. Die zylindrischen Sterigmen sind 30–60 µm lang und 2–3 µm breit. Die ebenfalls farblosen Sporen sind zylindrisch und messen 14–17(–23) µm × 4,5–6(–7) µm. Sie können stäbchenförmige Sekundärsporen bilden, die 10–11 µm × 3,5–4,5 µm groß sind. Darüber hinaus produziert der Pilz 4–5 µm × 2 µm große Konidien.

## Artabgrenzung

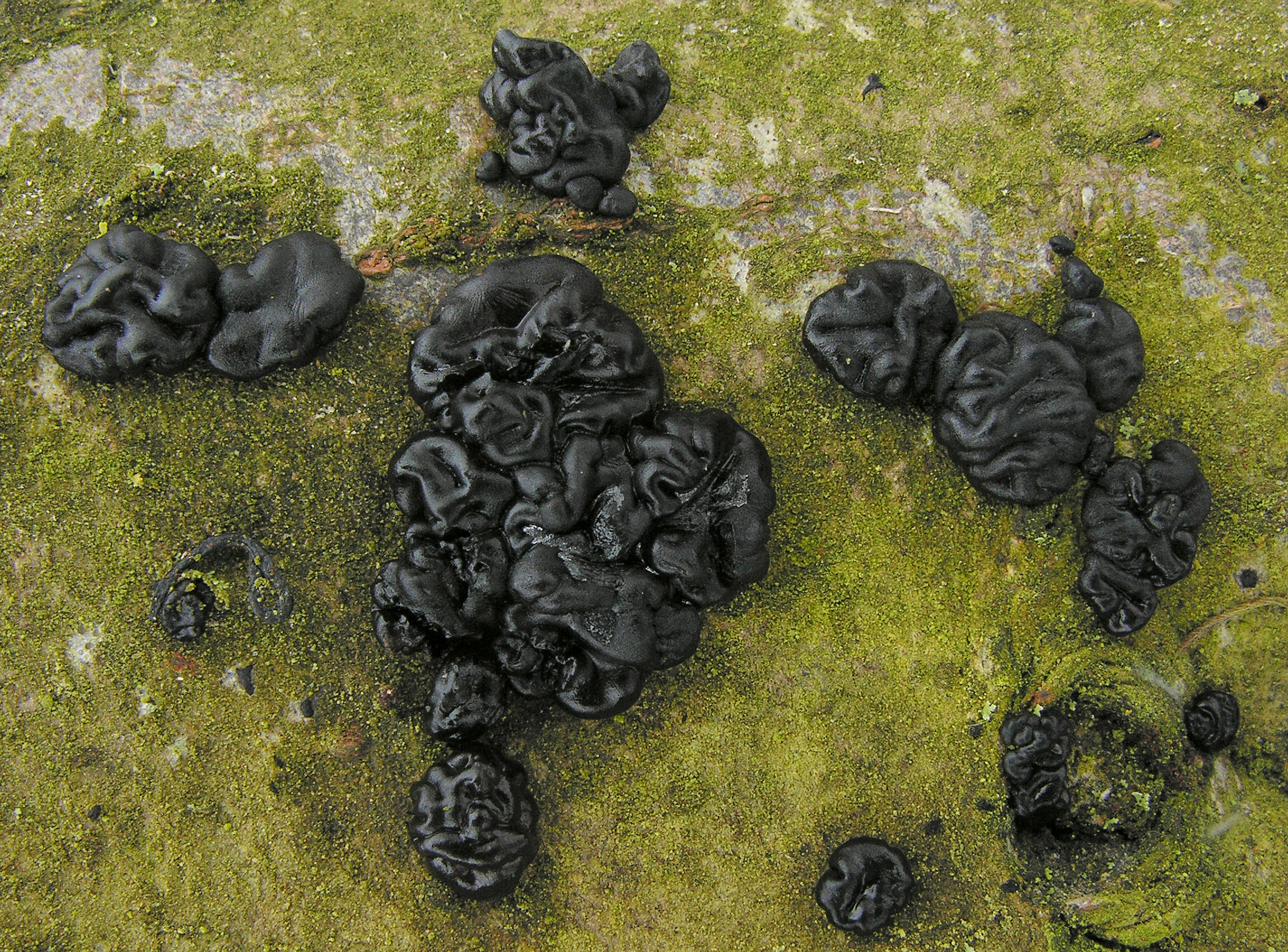
Warziger Drüsling (Exidia nigricans)

Habituell und farblich recht ähnlich sieht der Warzige Drüsling (Exidia nigricans) aus. Die Fruchtkörper sind jedoch weniger dick, deutlich breiter am Substrat angewachsen und besitzen nur eine schmale, dem Holz zugewandte, sterile Unterseite. Mikroskopisch kann die Art durch ihre kleineren Sporenmaße von 10–12(–17) × 4–5 µm unterschieden werden.
Der Teerflecken-Drüsling (Exidia pythia) ist ebenfalls schwarz gefärbt. In den Augen einiger Autoren nur eine Varietät des Warzigen Drüslings, erinnern die lediglich 1 bis 2, selten auch 4 mm flachen, oft welligen Fruchtkörper tatsächlich an Teerflecken. Typisch ist zudem die fast gänzlich ohne Drüsenwärzchen besetzte Oberfläche. Die Art wächst nur an Nadelgehölzen – doch auch der Warzige Drüsling kann solches Substrat besiedeln.
Ältere, einzelne Fruchtkörper mit kreiselförmigem Habitus können dem Gemeinen Schmutzbecherling (Bulgaria inquinans) ähneln. Die Art lässt sich jedoch problemlos durch das schwarze, reichlich vorhandene Sporenpulver identifizieren: Wer mit dem Finger über die Oberseite mit der Fruchtschicht streift, bekommt schmutzige Finger – daraus resultiert der Trivialname. Mikroskopisch ist der Fall ebenso eindeutig: Die Sporen reifen nicht an Phragmobasidien, sondern in Schläuchen heran.

## Ökologie
Der Stoppelige Drüsling ist in allen Laub- und Mischwäldern verbreitet, vor allem in Rotbuchen- und Hainbuchen-Eichenwäldern sowie in Hartholzauen. Er kann ganzjährig an toten stehenden Bäumen, am Boden liegenden Stämmchen sowie abgefallenen oder noch ansitzenden Zweigen von Laubgehölzen gefunden werden. Dort brechen die Fruchtkörper aus der Rinde hervor, selten wachsen sie auch auf entrindetem Holz. Der Pilz besiedelt das Substrat während der späten Optimal- bis früheren Finalphase der Vermorschung und verursacht im Inneren durch den Abbau von Zellulose, Hemizellulose und den Holzstoff Lignin eine Weißfäule. Hauptsächlich wächst der Pilz an Eiche, danach folgen jeweils in großen Abständen Rotbuche, Gemeine Hasel und Gemeine Esche. Zum Substratspektrum gehören ferner Äpfel, Ahorne, Berberitze, Birken, Hainbuche, Linden, Pappeln, Schlehdorn, Schwarzer Holunder, Vogelbeere, Vogelkirsche und Weiden.

## Verbreitung
Der Stoppelige Drüsling ist in den meridionalen bis borealen Zonen der Holarktis beheimatet. Dort ist er in ozeanisch bis subkontinental geprägten Gebieten zu finden. Er kommt zerstreut in großen Teilen Asiens vor, darunter China, Iran, Japan, Kaukasus, Korea, Pakistan, Sibirien und Zentralasien. Auf dem amerikanischen Kontinent tritt er im Norden auf. Auch in Neuseeland konnte die Art nachgewiesen werden. Ebenso kann sie auf den Kanarischen Inseln gefunden werden. In Europa ist der Gallertpilz weit verbreitet, nach Norden bis zu den Hebriden und Lappland. In Deutschland zählt er zu den häufigsten Gattungsvertretern, wenngleich er nicht so flächendeckend wie der Warzige Drüsling verbreitet ist. Er fehlt bzw. ist sehr selten in Sand-, Heide- und Nadelholzgebieten sowie in der hochmontanen Stufe anzutreffen – die vertikale Verbreitung umfasst hauptsächlich die kolline und submontane Höhenstufe.

## Taxonomie und Phylogenie

### Namensgeschichte
Elias Magnus Fries veröffentlichte 1822 eine Diagnose des Stoppeligen Drüslings unter dem Namen Exidia truncata und beschrieb den Warzigen Drüsling als Exidia glandulosa. Letzteren Namen verwendete Jean Baptiste François Bulliard bereits 1789 für den Stoppeligen Drüsling. Der ältere Name hatte aber zunächst keine Priorität, weil das Systema Mycologicum den Startpunkt der Nomenklatur bildete. Demnach waren Bulliards Name ungültig und Fries’ Diagnose als Neubeschreibung des Warzigen Drüslings (= E. glandulosa Fries 1822 : Fries 1822, non Bull.) gültig. Nachdem der Nomenklaturstartpunkt vorverlegt wurde, war Bulliards Name im Sinne des Originalautors verwendbar und demzufolge ist heute E. glandulosa ss. orig. für den Stoppeligen Drüsling nomenklatorisch korrekt. Dennoch bevorzugen einige Autoren das Synonym E. truncata, um eine Verwechslungsgefahr zwischen den beiden unterschiedlichen Interpretationen von E. glandulosa zu vermeiden.

### Verwandtschaftsverhältnisse
|  | \| \| Exidiopsis grisea \| \| \| \| \| \| Exidia thuretiana \| \| \| \| |
|  |                                                                         |
|  | Exidia saccharina                                                       |
|  |                                                                         |
|  | Exidiopsis grisea                                                       |
|  |                                                                         |
|  | Exidia thuretiana                                                       |
|  |                                                                         |

|  | Exidiopsis grisea |
|  |                   |
|  | Exidia thuretiana |
|  |                   |

|  | Exidia recisa                                          |
|  |                                                        |
|  | \| \| Exidia glandulosa (Syn. E. truncata) \| \| \| \| |
|  |                                                        |
|  | Exidia glandulosa (Syn. E. truncata)                   |
|  |                                                        |

|  | Exidia glandulosa (Syn. E. truncata) |
|  |                                      |

|  | \| \| Exidiopsis grisea \| \| \| \| \| \| Exidia thuretiana \| \| \| \| |
|  |                                                                         |
|  | Exidia saccharina                                                       |
|  |                                                                         |
|  | Exidiopsis grisea                                                       |
|  |                                                                         |
|  | Exidia thuretiana                                                       |
|  |                                                                         |

|  | Exidiopsis grisea |
|  |                   |
|  | Exidia thuretiana |
|  |                   |

|  | Exidia recisa                                          |
|  |                                                        |
|  | \| \| Exidia glandulosa (Syn. E. truncata) \| \| \| \| |
|  |                                                        |
|  | Exidia glandulosa (Syn. E. truncata)                   |
|  |                                                        |

|  | Exidia glandulosa (Syn. E. truncata) |
|  |                                      |

Am nächsten verwandt ist der Stoppelige Drüsling mit dem Kreisel-Drüsling (Exidia recisa), der mit seinen einzelnen, zimtbraunen Fruchtkörpern überwiegend an dünnen, abgestorbenen, aber noch ansitzenden Weidenzweigen zu finden ist. Im benachbarten Ast des Kladogramms ist der Kandisbraune Drüsling platziert. Der Gallertpilz bildet an Nadelgehölzen gekröseartige bis hirnartig gewundene Gebilde, deren Farbe an braunen Zucker erinnert. Jener Ast zweigt schließlich zur Grauen Gallertkruste (Exidiopsis grisea) und zum Weißlichen Drüsling (Exidia thuretiana) ab. Erstgenannte Art überzieht vor allem die Äste von Weißtannen mit grau-bläulichen bis stahlgrauen, wachsartigen und flächig mit dem Substrat verwachsenen Fruchtkörpern. Der Weißliche Drüsling bildet auf Ästen von Buchen und anderen Laubgehölzen weiße bis hellgraue, scheibenartige und eng am Substrat aufliegende Fruchtkörper.